# Дудакович, Атиф
Атиф Дудакович (босн. Atif Dudaković; родился 2 декабря 1953 года в деревне Ораховац, Босанска Градишка, Босния и Герцеговина, Югославия) — югославский и боснийский военный деятель, генерал-лейтенант, бывший командующий 5-м корпусом Армии Республики Босния и Герцеговина (босн. Armija Republike Bosne i Hercegovine), командующий армией Федерации Боснии и Герцеговины. Участник гражданской войны в Югославии.
Во время Боснийской войны возглавлял «Бихачский анклав», территория которого практически всё время боевых действий была окружена сербскими войсками и боснийскими автономистами (союзниками сербов). В 2005 году Атиф Дудакович находился под следствием из-за обвинений в этнических чистках сербского населения, предположительно совершённых в 1995 году. В 2010 году вступил в партию «За Боснию и Герцеговину» Хариса Силайджича.

## Биография
Атиф Дудакович родился 2 декабря 1953 года в деревне Ораховац, в общине Босанска Градишка. С 1976 года в Югославской Народной Армии, учился в артиллерийской школе в Задаре и в военной академии в Белграде. В период начала распада Югославии Дудакович занимал должность начальника артиллерии 9-го корпуса ЮНА, расквартированного в Книне, где служил и будущий сербский генерал Ратко Младич. После начала войны в Хорватии, Дудакович покидает ряды югославской армии.
В 1992 году Атиф Дудакович вступает в ряды созданной Армии Республики Босния и Герцеговина и становится командующим 5-м корпусом в Бихаче. После начала широкомасштабных боевых действий в Боснии и Герцеговине подразделения Дудаковича оказываются в изоляции. Территорию анклава окружают войска Республики Сербской, части армии краинских сербов и войска боснийцев-автономистов, союзных сербам.
Однако в ходе войны 5-й корпус нанёс ряд чувствительных поражений сербам, разгромил Автономию Западной Боснии Фикрета Абдича и принял участие в уничтожении Республики Сербской Краины. В 1995 году, в конце войны части Дудаковича провели ряд успешных наступательных операций и захватили ряд сербских городов в Босанской Краине: Босанску Крупу, Босански Петровац, Сански Мост и Ключ. 
После окончания войны Дудакович продолжил службу в боснийской армии, занимая руководящие должности в созданной армии Федерации Боснии и Герцеговины.
27 апреля 2018 года был арестован правоохранительными органами Боснии и Герцеговины по подозрению в совершении военных преступлений против военнопленных и гражданского населения.

### Видео
- Abdiceva SRBO-nomija - Operacija Pauk 1.dio (6.42 минут; история мятежа Фикрета Абдича, интервью Атифа Дудаковича; переговоры Слободана Милошевича, Радована Караджича и Фикрета Абдича; кадры боёв)
- Abdiceva SRBO-nomija - Operacija Pauk 3.dio Архивная копия от 20 октября 2016 на Wayback Machine (7.28 минут; интервью Манойло Миловановича, Атифа Дудаковича; переговоры Слободана Милошевича, Зорана Джинджича и Ричарда Холбрука; кадры боёв и массового исхода сербов после операция «Буря»)